# Municipio de Jocotepec
El municipio de Jocotepec es uno de los 125 municipios en que se divide el estado mexicano de Jalisco. Se ubica en el centro del estado, dentro de la región Sureste. Su cabecera municipal es la ciudad homónima. 

## Descripción geográfica

### Ubicación
Jocotepec se localiza en las coordenadas 20°10'00" y 20° 25'00" de latitud norte, y en los 103°17'30" y 103°33'10" de longitud oeste, con una altitud promedio de 2100 metros sobre el nivel del mar.
El municipio colinda al norte con el municipio de Tlajomulco de Zúñiga; al este con los municipios de Ixtlahuacán de los Membrillos y Chapala; al sur con los municipios de Chapala, Tuxcueca, Teocuitatlán de Corona y Zacoalco de Torres; al oeste con los municipios de Zacoalco de Torres y Acatlán de Juárez.

### Topografía
En general su superficie está conformada por zonas accidentadas (61%), también hay zonas semiplanas (21%) y zonas planas (18%).
Suelos. La composición de los suelos es de tipos predominantes Luvisol Vértico, Vertisol Pélico y Feozem Háplico. El municipio tiene una superficie territorial de 38 436 hectáreas, de las cuales 10 819 son utilizadas con fines agrícolas, 14 906 en la actividad pecuaria, 3795 son de uso forestal, 567 son suelo urbano y 8349 hectáreas tienen otro uso. En lo que a la propiedad se refiere, una extensión de 15 089 hectáreas es privada y 23 347 ha es ejidal; no existiendo propiedad comunal. Tiene montañas.

### Hidrografía
Sus recursos hidrológicos son proporcionados por los ríos y arroyos que conforman las subcuencas hidrológicas lago de Chapala y río Santiago (Verde-Atotonilco). Pertenecen a la región Lerma-Chapala-Santiago. Los arroyos son: Grande, El Capulín, Peña de agua, La Ardilla y El Salitre, y las presas: Del coyote y El Molino.

### Clima
El clima es templado, con otoño e invierno no secos, y semicálido, sin cambio térmico invernal bien definido. La temperatura media anual es de 19.5°C, con máxima de 26.1 °C y mínima de 12.9 °C. El régimen de lluvias se registra entre los meses de julio y agosto, contando con una precipitación media de 663 milímetros. El promedio anual de días con heladas es de 4. Los vientos soplan en varias direcciones.

## Demografía
De acuerdo con el censo de población del año 2020 hay alrededor de 47,105 habitantes en el municipio.

### Localidades
En el censo de 2020 el municipio de Jocotepec contaba con 51 localidades.
| Código INEGI      | Localidad                | Población (2020) |
| ----------------- | ------------------------ | ---------------- |
| 140500001         | Jocotepec                | 20 286           |
| 140500011         | San Juan Cosalá          | 8 453            |
| 140500017         | Zapotitán de Hidalgo     | 3 978            |
| 140500002         | Chantepec                | 3 765            |
| 140500008         | San Cristóbal Zapotitlán | 2 607            |
| 140500004         | El Molino                | 2 134            |
| 140500007         | Potrerillos              | 1 448            |
| 140500014         | San Pedro Tesistán       | 1 217            |
| 140500003         | Huejotitán               | 1 134            |
| Otras localidades | Otras localidades        | 2 083            |
| Total municipal   | Total municipal          | 47 105           |

## Gobierno

### Presidentes municipales
| Período               | Presidente municipal           | Partido político | Notas                                                                           |
| --------------------- | ------------------------------ | ---------------- | ------------------------------------------------------------------------------- |
| 1932                  | Julián Ibarra                  | PNR              |                                                                                 |
| 1933                  | José María Aldrete             | PNR              |                                                                                 |
| 1933                  | Vicente Urzúa Gutiérrez        | PNR              |                                                                                 |
| 1934                  | Vicente Torres Olmedo          | PNR              |                                                                                 |
| 1934                  | Ramón Castillo                 | PNR              |                                                                                 |
| 1935                  | Ignacio Aldana Cuevas          | PNR              |                                                                                 |
| 1936                  | José Vergara Olmedo            | PNR              |                                                                                 |
| 1937                  | ¿?                             | PNR              |                                                                                 |
| 1938                  | ¿?                             | PRM              |                                                                                 |
| 1939                  | Alfonso Balcázar Chavoya       | PRM              |                                                                                 |
| 1940                  | Antonio Ramírez Ochoa          | PRM              |                                                                                 |
| 1941                  | Irineo Álvarez Bizarro         | PRM              |                                                                                 |
| 1942                  | Alberto Balcázar Chavoya       | PRM              |                                                                                 |
| 1943-1944             | Porfirio Encarnación           | PRM              |                                                                                 |
| 1945-1946             | Cirilo Cuevas Ornelas          | PRM              |                                                                                 |
| 1946                  | Porfirio Mena                  | PRI              |                                                                                 |
| 1947                  | José Olmedo Valencia           | PRI              |                                                                                 |
| 1948                  | Francisco Jara Ramírez         | PRI              |                                                                                 |
| 1949                  | Donaciano Olmedo Núñez         | PRI              |                                                                                 |
| 1949-1952             | Vicente Torres Olmedo          | PRI              |                                                                                 |
| 1953-1954             | Jesús Navarro Chacón           | PRI              |                                                                                 |
| 1955                  | Catarino Olmedo Pérez          | PRI              |                                                                                 |
| 01/01/1956-31/12/1958 | Andrés Vergara Olmedo          | PRI              |                                                                                 |
| 01/01/1959-31/12/1961 | Mario González Barba           | PRI              |                                                                                 |
| 01/01/1962-1963       | Juan José Cuevas               | PRI              |                                                                                 |
| 1963-31/12/1964       | J. Jesús Rodríguez S.          | PRI              |                                                                                 |
| 01/01/1965-31/12/1967 | Alberto García Ibarra          | PRI              |                                                                                 |
| 01/01/1968-31/12/1970 | Arnulfo Vergara Ramírez        | PRI              |                                                                                 |
| 01/01/1971-31/12/1973 | Jorge Ibarra Gálvez            | PRI              |                                                                                 |
| 01/01/1974-31/12/1976 | José Reyes Prado               | PRI              |                                                                                 |
| 01/01/1977-31/12/1979 | Carlos Rodríguez Mendoza       | PRI              |                                                                                 |
| 01/01/1980-31/12/1982 | Salvador Huerta Chacón         | PRI              |                                                                                 |
| 01/01/1983-31/12/1985 | María Guadalupe Urzúa Flores   | PRI              |                                                                                 |
| 01/01/1986-31/12/1988 | Genaro Navarro Hoyos           | PRI              |                                                                                 |
| 01/01/1989-1992       | Miguel Ibarra Ramírez          | PRI              |                                                                                 |
| 1992-1995             | César Ramón López Jara         | PRI              |                                                                                 |
| 1995-31/12/1997       | Lorenzo Camarena Martínez      | PAN              |                                                                                 |
| 01/01/1998-31/12/2000 | José Olmedo Alonzo             | PAN              |                                                                                 |
| 01/01/2001-31/12/2003 | Miguel Cuevas Jara             | PRI              |                                                                                 |
| 01/01/2004-31/12/2006 | J. Jesús Palos Vaca            | PVEM             |                                                                                 |
| 01/01/2007-31/12/2009 | Felipe de Jesús Rangel Vargas  | PAN              |                                                                                 |
| 01/01/2010-30/09/2012 | Mario Guadalupe Chávez Morales | PAN              |                                                                                 |
| 01/10/2012-30/09/2015 | John Francis O'Shea Cuevas     | PRI PVEM         | Coalición "Compromiso por Jalisco"                                              |
| 01/10/2015-30/09/2018 | Héctor Manuel Haro Pérez       | MC               |                                                                                 |
| 15/10/2018-14/12/2020 | José Miguel Gómez López        | PAN PRD MC       | Coalición "Por Jocotepec al Frente". Solicitó licencia por enfermedad, Covid-19 |
| 15/12/2020-2021       | Juan José Ramírez Campos       | PAN PRD MC       | Coalición "Por Jocotepec al Frente". Interino                                   |
| 01/10/2021-30/09/2024 | José Miguel Gómez López        | MC               | Fue reelegido el 06/06/2021                                                     |